# Tryblidaria breutelii
Tryblidaria breutelii är en svampart som beskrevs av Rehm 1903. Tryblidaria breutelii ingår i släktet Tryblidaria och familjen Patellariaceae.   Inga underarter finns listade i Catalogue of Life.